# Sabrina Pignedoli
Sabrina Pignedoli (Castelnovo ne' Monti, 24 ottobre 1983) è una politica e giornalista italiana.
Si dedica principalmente allo studio della malavita organizzata, e alla denuncia dell'omertà che la favorisce. Per la sua attività di inchiesta sull'infiltrazione in Emilia-Romagna della 'Ndrangheta, in particolare della famiglia Grandi Aracri, ha ricevuto minacce, e nel 2016 è stata insignita del Premio Estense. Dal marzo 2019, collabora con la Commissione Parlamentare Antimafia.
Il 26 maggio 2019 è stata eletta al Parlamento Europeo con il Movimento 5 Stelle, nella circoscrizione Nord-Est.

## Biografia

### Primi anni
Cresce in provincia di Reggio nell'Emilia, a Nismozza (oggi parte del comune di Ventasso). Studia all'Università di Bologna dove ottiene la laurea triennale in DAMS (indirizzo Cinema) e la laurea specialistica in Cinema, televisione e produzione multimediale.
Successivamente, si iscrive al Master in Giornalismo dell'Università di Bologna e presenta una tesi sul ruolo della stampa nei depistaggi della strage del 2 agosto 1980. Nel frattempo, svolge il praticantato presso le redazioni del TgR dell'Emilia-Romagna e del QN Resto del Carlino. È giornalista professionista dal dicembre 2009. Collabora soprattutto con QN e con ANSA.

### Giornalismo
Fin dall'inizio dell'attività giornalistica si occupa di cronaca nera e giudiziaria ed entra in contatto con le inchieste sull'espansione della 'Ndrangheta fuori dalla Calabria. Decide di indagare sulla sua presenza in provincia di Reggio Emilia. L'interesse crescente nei confronti delle famiglie vicine alle 'ndrine la porta, nel 2013, a ricevere una minaccia telefonica da un uomo vicino alle cosche (condannato definitivamente con sentenza passata in giudicato il 24/10/2018). Pignedoli denuncia subito l'accaduto. Per il coraggio dimostrato nell'occasione, è premiata da Anita Garibaldi con l'attestato di Benemerita del movimento “Mille donne per l'Italia”.
Si iscrive all'Università di Modena e Reggio Emilia e, nel 2015, ottiene una seconda laurea specialistica in Economia e diritto per le imprese e le pubbliche amministrazioni. Nell'ottobre dello stesso anno esce il suo primo libro, Operazione Aemilia: Come una cosca di 'Ndrangheta si è insediata al Nord, che le vale l'Aquila d'oro del Premio Estense 2016.
Nel maggio 2016, si trasferisce a Roma, dove studia per il Ph.D. in Comunicazione, ricerca sociale e marketing, presso l'Università La Sapienza. Inizia una collaborazione con la giornalista Ambra Montanari, con la quale indaga l'espansione della 'ndrangheta in Germania.
Dal marzo 2019, è consulente a tempo parziale della Commissione parlamentare di inchiesta sul fenomeno delle mafie e sulle altre associazioni criminali, anche straniere, della XVIII legislatura.

### Attività politica
Il 12 aprile 2019, Luigi Di Maio, all'epoca capo politico del Movimento 5 Stelle, la propone come capolista nella circoscrizione Nord-Est alle elezioni europee. Il voto on-line degli iscritti ne conferma la candidatura. Il 26 maggio seguente, risulta eletta con 13 768 preferenze.
Alle elezioni successive, viene ricandidata nel listino di Giuseppe Conte come capolista nella stessa circoscrizione, con Ugo Biggeri e Martina Pluda. Otterrà circa 15.000 voti di preferenza, ma risulterà non eletta.

## Opere
- Operazione Aemilia: Come una cosca di 'Ndrangheta si è insediata al Nord. S. Pignedoli. Imprimatur, 2015. ISBN 978-8868303112
- Le mafie sulle macerie del muro di Berlino. A. Montanari e S. Pignedoli. Diakros, 2019. ISBN 978-8832176049